# Silly, Burkina Faso
Silly là một tổng của tỉnh Sissili ở phía nam Burkina Faso. Thủ phủ của tổng này là thị xã Silly. Dân số năm 2006 là 33.350 người.

## Các thị xã và các làng
Bouri, Bredié, Diara, Dio, Goun, Guia, Kalao, Karabole, Kiedie, Kielie, Kiere, Konamo, Koubounga, Kouli, Kovry, Ladio, Lama, Meno-Diantio, Naparo, Nevry, Pano, Pobié, Poupourou, Sadouan, Sadouin, Sao, Tonon, Ya, Yayou và Zinion.